# Митропа куп 1977.
Митропа куп 1977 је тридесетшеста годишњица организовања Митропа купа.
Учествовале су четири екипе из Италије, Мађарске, Чехословачке и СФР Југославије. Играло се у једној групи у свако са сваким по две утакмице. Није било финалне утакмице него је првак групе био и победник купа за 1977. годину.

## Резултати
| Клуб                   | Држава                                           | Резултати | Земља    | клуб              |
| ---------------------- | ------------------------------------------------ | --------- | -------- | ----------------- |
| ФК Војводина, Нови Сад | Социјалистичка Федеративна Република Југославија | 2-3, 2-2  | Мађарска | Вашаш, Будимпешта |
| ФК Војводина, Нови Сад | Социјалистичка Федеративна Република Југославија | 0-0, 4-2  | Италија  | ФК Фиорентина     |
| ФК Војводина, Нови Сад | Социјалистичка Федеративна Република Југославија | 2-1, 0-0  |          | ФК Спарта Праг    |
| Вашаш, Будимпешта      | Мађарска                                         | 1-0, 1-2  | Италија  | ФК Фиорентина     |
| Вашаш, Будимпешта      | Мађарска                                         | 0-2, 2-0  |          | ФК Спарта Праг    |
| ФК Фиорентина          | Италија                                          | 3-0, 0-2  |          | ФК Спарта Праг    |

## Табела
| Место | Клуб           | ИГ | Д | Н | ИЗ | ГД | ГП | Б |
| ----- | -------------- | -- | - | - | -- | -- | -- | - |
| 1     | ФК Војводина   | 6  | 2 | 3 | 1  | 10 | 8  | 7 |
| 2     | Вашаш          | 6  | 3 | 1 | 2  | 9  | 8  | 7 |
| 3     | ФК Фиорентина  | 6  | 2 | 1 | 3  | 7  | 8  | 5 |
| 4     | ФК Спарта Праг | 6  | 2 | 1 | 3  | 5  | 7  | 5 |

ИГ = Играо утакмица; Д = Добио; Н = Нерешио; ИЗ = Изгубио; ГД = Голова дао; ГП = Голова примио; Бод = Бодови